# Josh Scobee
Joshua Taylor "Josh" Scobee (født 23. juni 1982 i Longview, Texas, USA) er en amerikansk tidligere footballspiller, der spillede i NFL som place kicker for bl.a. Jacksonville Jaguars. Scobee kom ind i ligaen i 2004. 

## Klubber
- 2004-2015: Jacksonville Jaguars
- 2015: Pittsburgh Steelers
- 2016: New Orleans Saints